# 4-HO-EPT
4-HO-EPT (4-hidroxi-N-etil-N-propiltriptamina) é um composto químico da classe das triptaminas psicodélicas, com estrutura química relacionada à da psilocina (4-HO-DMT).
No Reino Unido, o 4-HO-EPT é uma droga ilegal desde a promulgação da Lei de Substâncias Psicoativas em 2016.